# Siegels paraboliska delgrupp
Inom matematiken är Siegels paraboliska delgrupp, uppkallad efter Carl Ludwig Siegel, den paraboliska delgruppen av symplektiska gruppen med abelsk radikal, given av matriserna av symplektiska gruppen var lägre vänstra kvadrant är 0.